# Алькублас
Алькублас (ісп. Alcublas, кат. Les Alcubles)  —  муніципалітет в Іспанії, входить в провінцію Валенсія у складі автономного співтовариства Валенсія.

## Географія
Муніципалітет розташований у складі району (комарки) Лос-Серранос. Займає площу 43,5 км². Населення 829 чоловік. Відстань до адміністративного центру провінції — 44 км.